# Parazumia aliciae
Parazumia aliciae är en stekelart som beskrevs av Carpenter 2005. Parazumia aliciae ingår i släktet Parazumia och familjen Eumenidae. Inga underarter finns listade i Catalogue of Life.